# Ecpetala animosa
Ecpetala animosa är en fjärilsart som beskrevs av Louis Beethoven Prout 1935. Ecpetala animosa ingår i släktet Ecpetala och familjen mätare. Inga underarter finns listade i Catalogue of Life.